# Alhagistrauch
Der Alhagistrauch (Alhagi maurorum) ist eine Pflanzenart aus der Gattung Alhagi innerhalb der Familie der Hülsenfrüchtler (Fabaceae). Es handelt sich um eine Arzneipflanze. Im Koran wird Alhagi maurorum als Mannastrauch erwähnt. In Trockengebieten der USA, Australiens und Südafrikas wird der Alhagistrauch als invasives Unkraut betrachtet.

## Beschreibung

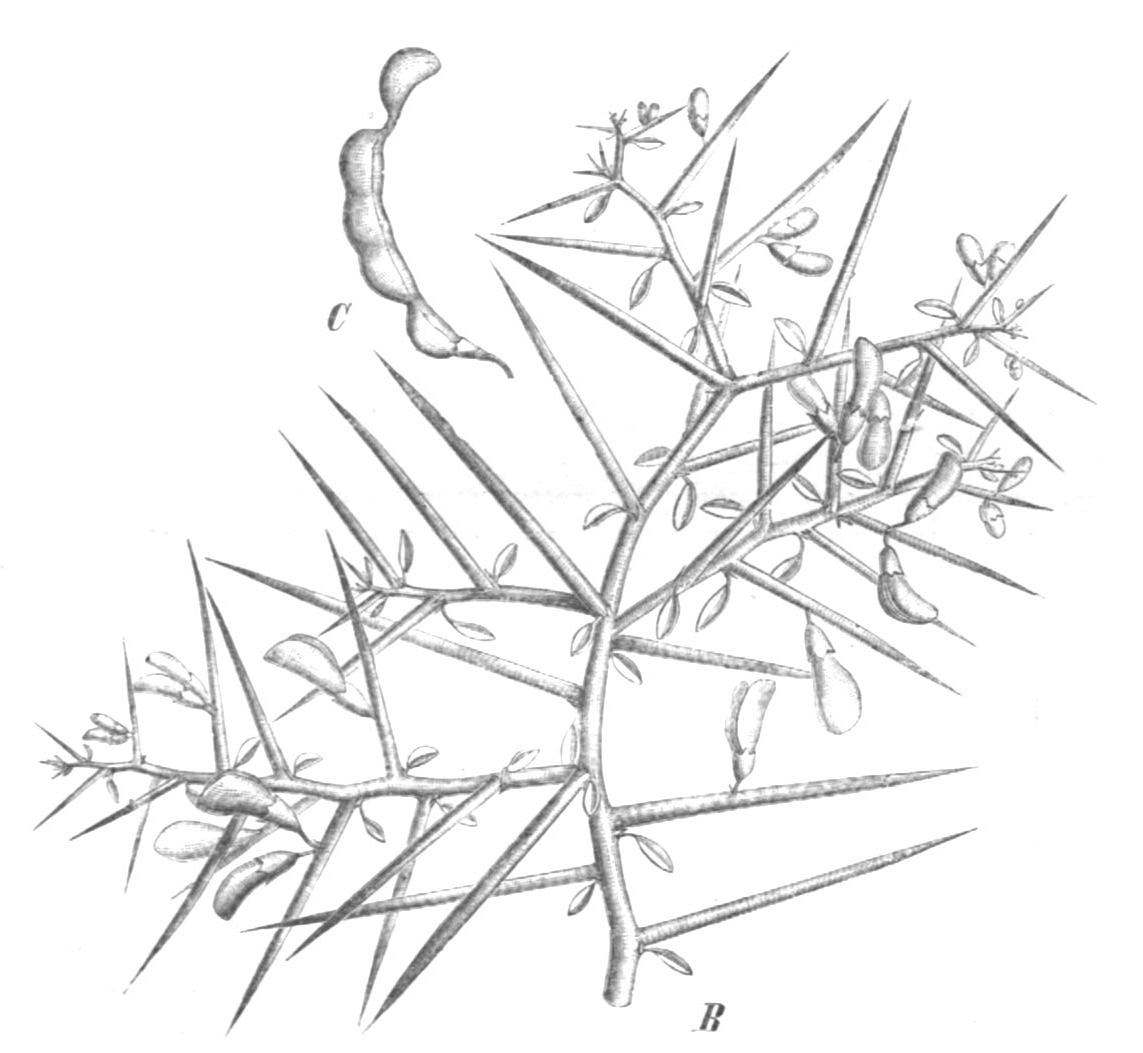
Illustration

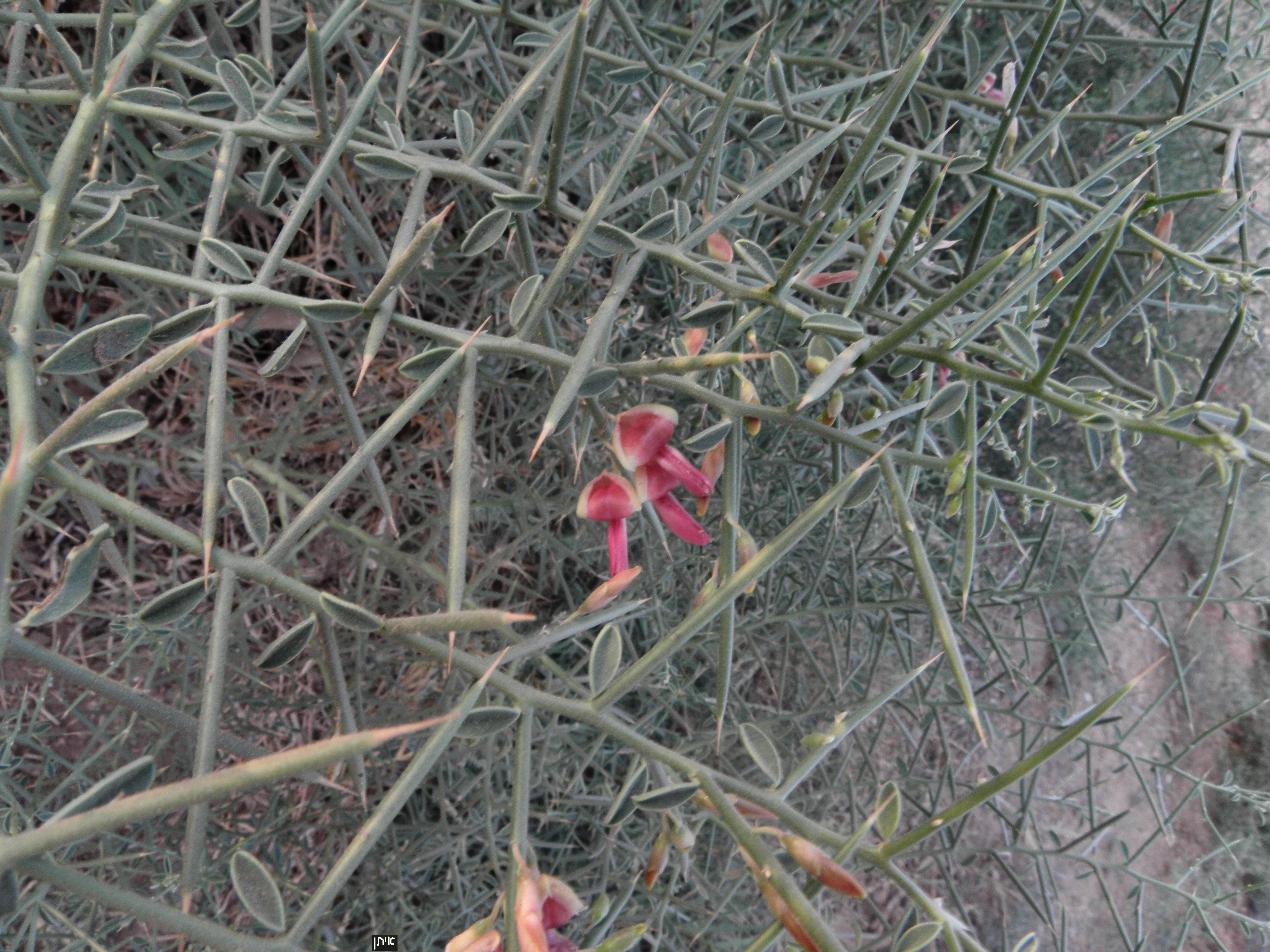
Habitus, Dornen, Laubblätter und Blütenstand

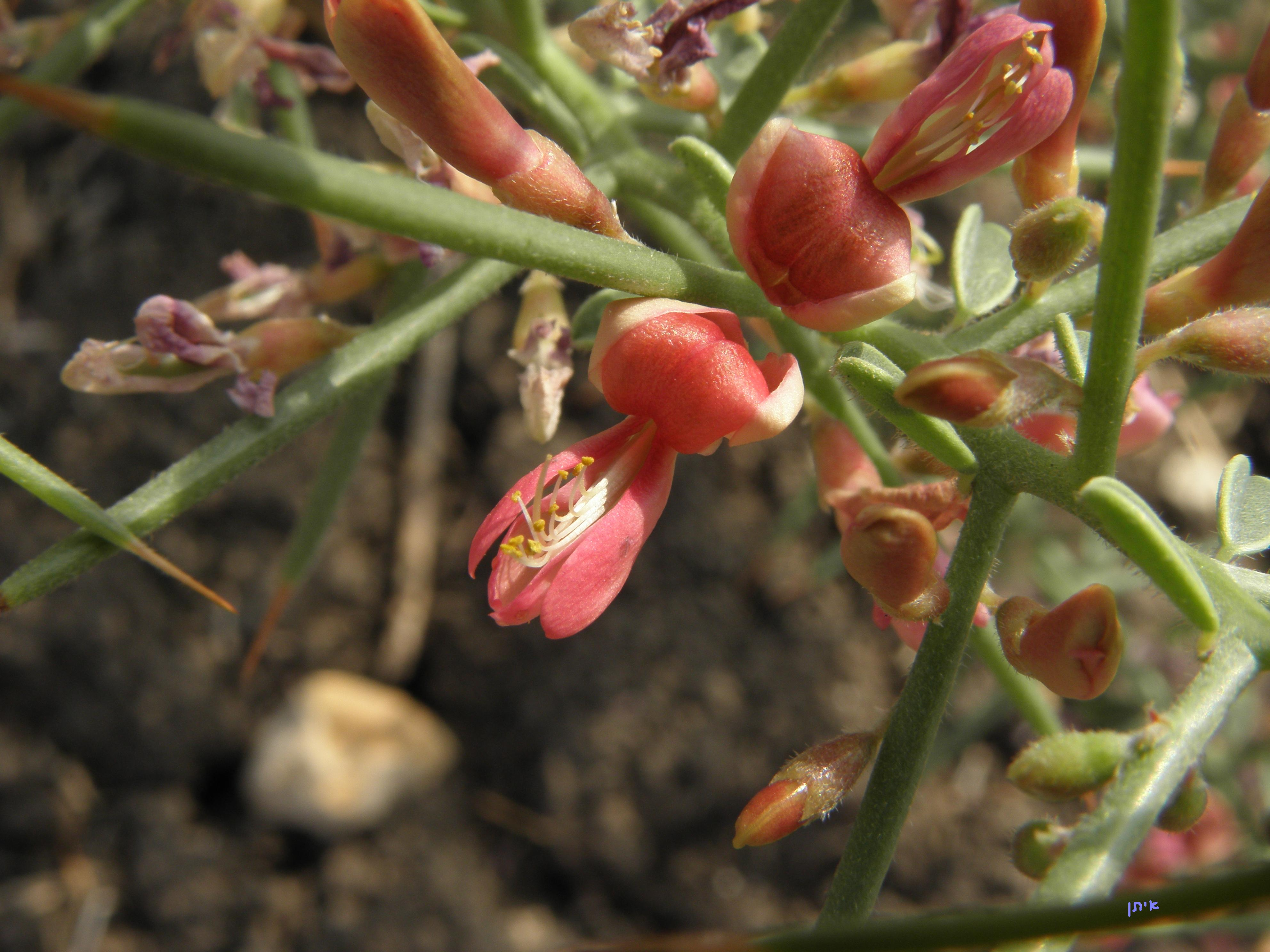
Zweig mit Blüten

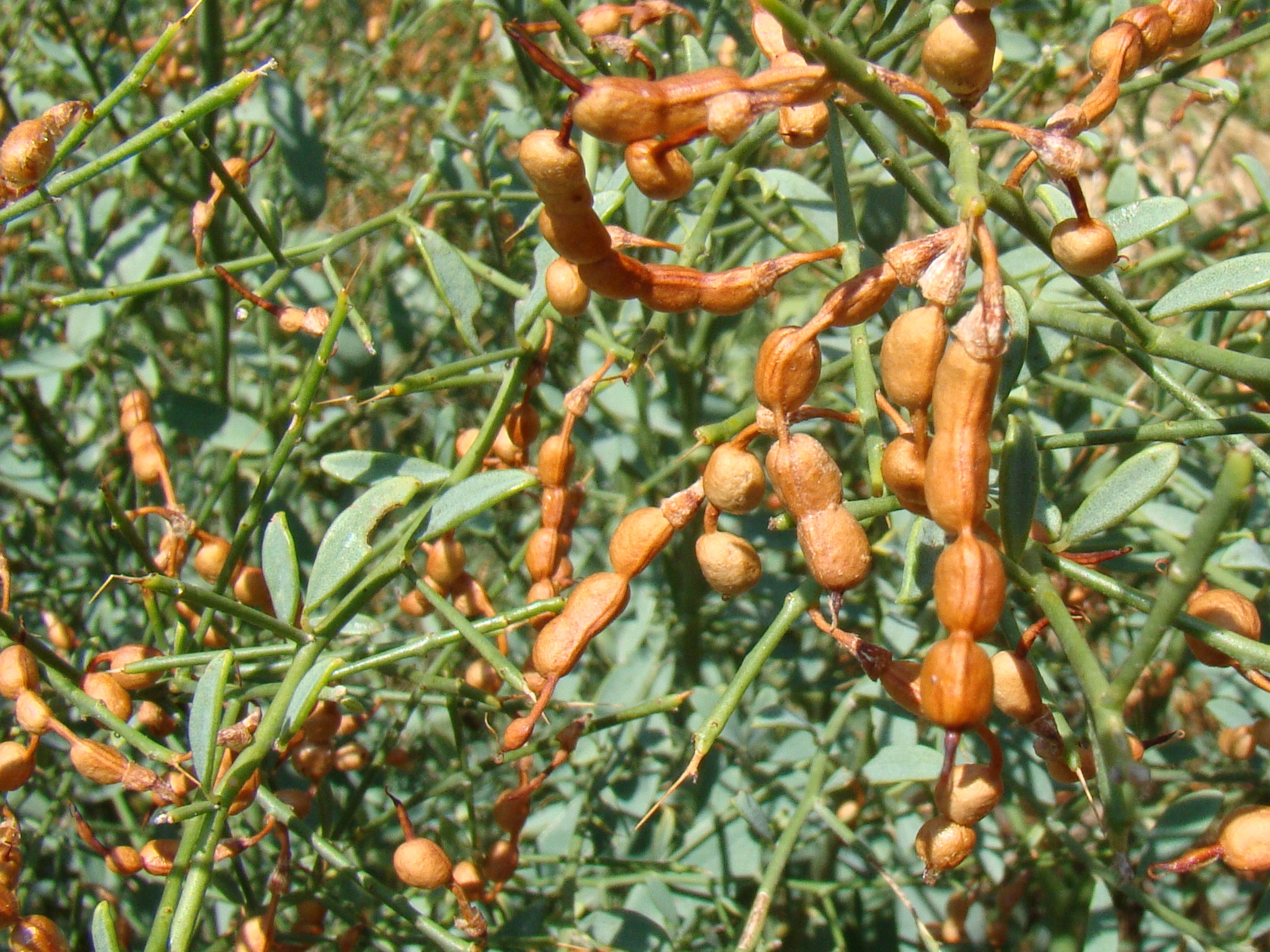
Früchte

### Vegetative Merkmale

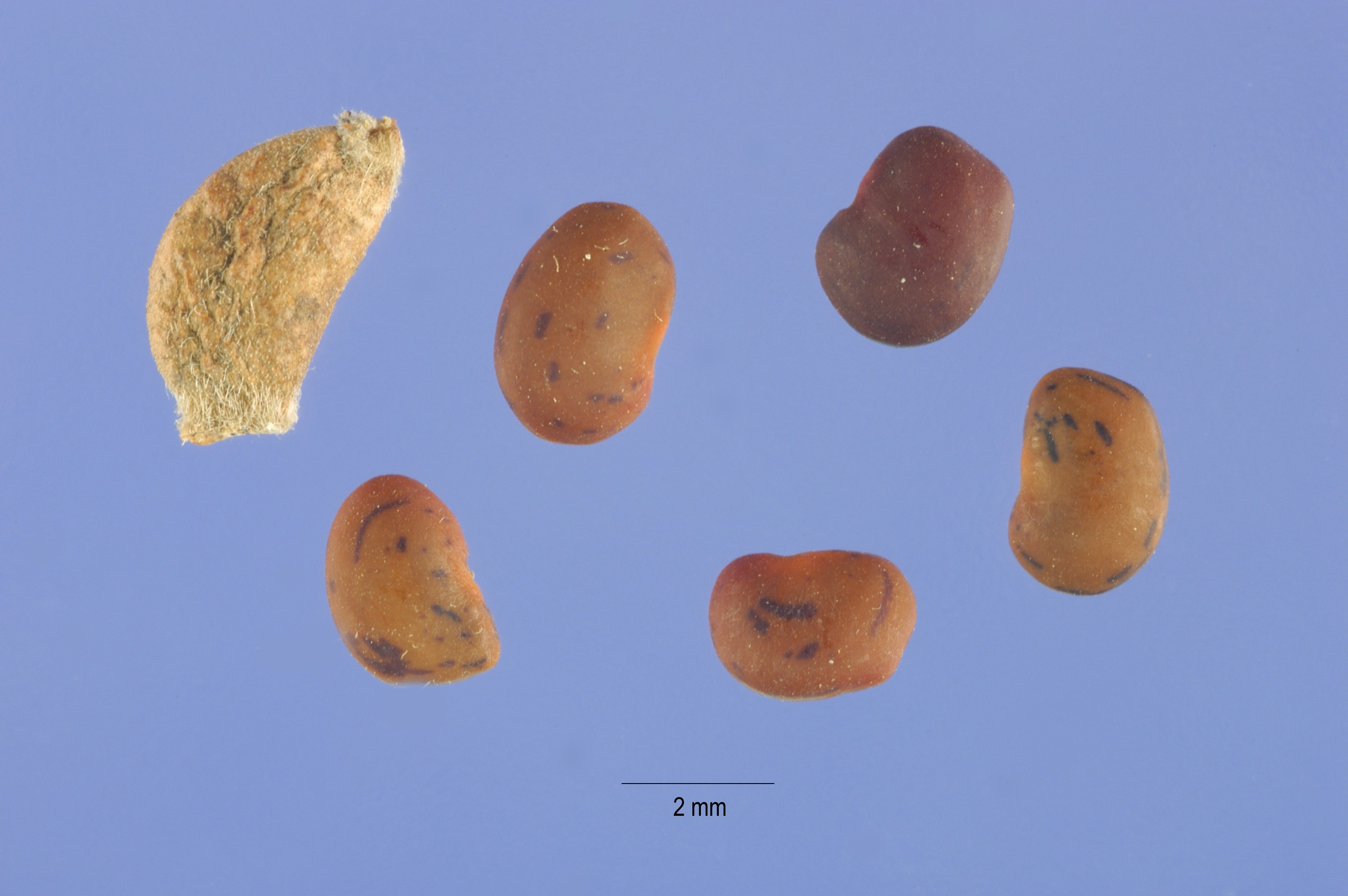
Leicht nierenförmige Samen

Alhagi maurorum wächst als trockenheits- und salzresistente, reich verzweigte, niederliegende bis aufsteigende, ausdauernde, krautige Pflanze oder als Halbstrauch und erreicht eine Wuchshöhe von 0,3 bis 1,5 Meter. Es ist ein kriechendes, verholzendes Wurzelsystem vorhanden. Das stark ausgeprägte Wurzelsystem verläuft sowohl horizontal als auch vertikal und erreicht eine Tiefe von bis zu 2 Metern und einen Abstand von bis zu 8 Metern zur Sprossachse. Die Wurzeln bilden eine Symbiose mit Knöllchenbakterien. Aus diesem weit verzweigten Wurzelsystem können sich neue Sprosse entwickeln, dadurch entstehen weite Bestände. Die vielen Sprossachsen sind bedornt. Die grünlichen Sprossachsen sind anfangs behaart und verkahlend. Die 1 bis 2,5 cm langen, spitzen Dornen sind an der Spitze gelb gefärbt und finden sich vor allem an Kurztrieben. Die Kurztriebe sind auch zur Photosynthese befähigt. Es sind minimale, meist abfallende Nebenblätter vorhanden.
Alhagi maurorum ist in heißen Klimaten laubabwerfend, ist also halbimmergrün. Die wechselständig angeordneten Laubblätter sind in Blattstiel und -spreite gegliedert. Der Blattstiel ist kurz oder die Blätter sind fast sitzend. Die einfache, dicke, ledrige, ganzrandige Blattspreite ist anfangs behaart und verkahlt später. Die bis zu 2,5 cm lange, gestutzte bis eingebuchtete oder abgerundete, seltener spitze und manchmal feinstachelspitzige Spreite ist elliptisch bis verkehrt-eiförmig und verjüngt sich in Richtung Blattstiel.

### Generative Merkmale
Die Blütezeit liegt in den Sommermonaten. Die Blüten werden an den bedornten Kurztrieben einzeln oder in traubigen Gruppen von zwei bis zu acht gebildet. Während der Anthese verändert sich die Blütenfarbe von braun nach rot, kastanien- und purpurfarben und verfärbt sich beim Verblühen bis violett. Die zwittrigen Schmetterlingsblüten mit doppelter Blütenhülle sind bei einer Länge von 8 bis 9 mm zygomorph.
In feuchten und schattigen Gebieten blüht die Pflanze gar nicht. Auch sind hier weniger Dornen ausgebildet und die Blätter sind größer. Aus den Blüten werden meist nur wenige Früchte gebildet.
Die Früchte reifen im späten Sommer. Die 1 bis 3 cm langen, rötlich-braunen, nicht öffnenden, leicht behaarten bis kahlen, meist gebogenen Hülsenfrüchte enthalten jeweils meist drei bis fünf, selten mehr oder weniger Samen. Zwischen den Samen ist die Hülsenfrucht mehr oder weniger stark eingeschnürt und zum Ende hin spitz zusammenlaufend, geschnäbelt. Die leicht nierenförmigen, harten und dickschaligen Samen sind braun bis gelblich oder grünlich-braun mit dunklen Flecken marmoriert. Die Samen bleiben viele Jahre fruchtbar.

### Chromosomenzahl
Die Chromosomenzahl beträgt 2n = 16.

## Vorkommen
Das Ursprungsgebiet von Alhagi maurorum reicht vom Indischen Subkontinent über Zentralasien und Südwestasien, Sibirien, dem Kaukasusgebiet bis nach Nordafrika. Fundorte gibt es im südlichen europäischen Teil sowie im südlichen Westsibirischen Teil Russlands, in Armenien, Aserbaidschan, Ciscaucasien, Dagestan, Kasachstan, Tadschikistan, Turkmenistan, Usbekistan, Kuwait, Afghanistan, Zypern, Iran, Irak, Israel, Jordanien, Libanon, Syrien, Türkei, im nordwestlichen China, in der Mongolei, im nördlichen Indien und in Pakistan.
Mittlerweile hat sich Alhagi maurorum in weitere Gebiete der Welt ausgebreitet, wie zum Beispiel Australien, Südafrika und Nordamerika. In Kalifornien wurde sie erstmals 1921 als invasive Pflanze deklariert und konnte sich von dort aus in weitere Bundesstaaten verbreiten. Die neophytische Verbreitung erfolgte ursprünglich über verunreinigtes Luzerne-Saatgut, oder über Kompost, der importierten mediterranen Pflanzen beigemengt wurde. Innerhalb eines bestimmten Gebietes ist neben der natürlichen Verbreitung auch eine vegetative Verbreitung durch anhaftende Wurzelstücke an Bodenbearbeitungsgeräten oder eine generative Verbreitung durch Weidevieh möglich.

## Taxonomie
Die Erstveröffentlichung erfolgte 1753 unter dem Namen (Basionym) Hedysarum alhagi durch Carl von Linné in Species Plantarum, 2, S. 745. Die Neukombination zum heute gültigen Namen Alhagi maurorum wurde 1787 durch Friedrich Casimir Medicus in Vorlesungen der Churpfälzischen physicalisch-öconomischen Gesellschaft. Mannheim, Band 2, S. 397 veröffentlicht. Weitere Synonyme für Alhagi maurorum Medik. sind: Alhagi camelorum Fisch., Alhagi pseudalhagi (M.Bieb.) Desv. ex B.Keller & Shap., Hedysarum pseudalhagi M.Bieb.

## Trivialnamen
Der englische Trivialname „Camelthorn“ bezeichnet zum einen den afrikanischen Kameldorn, auch Giraffendorn, zum anderen - in orientalischen Regionen bzw. Kontexten den Alhagistrauch (auch Mannaklee oder Mannastrauch). Ihn erwähnt z. B. die Bibel als Kameldorn (Jes 55,13 ).

## Verwendung
An heißen Tagen in der Blüte oder während der Fruchtreife sowie durch Verletzung schwitzen die Alhagi-Arten an manchen Orten, nicht an allen, nachts bis zur Dämmerung ein essbares, honigartiges Exkret (Manna) aus, das zu rötlich-braunen Körnern erstarrt und in Krügen gesammelt wird. Die süßlichen Zweige können gekaut werden.
Die Pflanze wird auch medizinisch genutzt.
Alhagi maurorum gilt in der Naturheilkunde als schweißtreibend, abführend, harntreibend, schleimlösend, und Brechreiz auslösend. Es wird zur Behandlung von Tumoren, Geschwüren, Nasenpolypen, Erkrankungen der Galle, Fieber, Kopfschmerzen und Rheuma verwendet.
Mehrere Effekte konnten in wissenschaftlichen Untersuchungen bestätigt werden. So zeigten sich antibakterielle und antioxidative Eigenschaften, ebenso wie fiebersenkende und Durchfall lindernde. Weiterhin konnten bei Versuchen mit Mäusen Leberbeschwerden verbessert werden und positive Effekte gegen Tumore erzielt werden. Bei Neugeborenen bzw. Säuglingen wird vor unerwünschten Nebenwirkungen gewarnt.

## Inhaltsstoffe
Im Rahmen verschiedener Untersuchungen konnten folgende Inhaltsstoffe charakterisiert werden:
Ätherische Öle (Hauptbestandteile):
- Blätter: Oxygenierte Sesquiterpene (24,6 %)
- Stamm: Kohlenwasserstoffe (50,6 %)

Flavonoide: Kämpferol, Chrysoeriol, Isorhamnetin

## Bekämpfung
Sein rasches Wachstum, das stark ausgeprägte Wurzelsystem und die geringen Ansprüche an Umwelt und Klima machen Alhagi maurorum zu einem ernstzunehmenden Unkraut. Gerade in Ackerkultursystemen mit häufigem Pflugeinsatz kann die Pflanze zu einem Problem werden. Während der Bodenbearbeitung werden die Wurzeln geteilt, wodurch sich eine Pflanze zu mehreren Individuen entwickeln kann. Für eine wirksame mechanische Bekämpfung müssen deshalb die Wurzeln durch mehrmaliges Grubbern an die Oberfläche transportiert werden, was sowohl zeitaufwendig als auch kostspielig ist. Für die chemische Bekämpfung empfiehlt sich ein systemisches Herbizid.

## Trivialnamen in unterschiedlichen Sprachen
Trivialnamen in unterschiedlichen Sprachen sind:
- Englisch: camelthorn, camelthorn-bush, Caspian manna, Persian mannaplant,
- Afrikaans: kameeldoringbos
- Arabisch: 'aaqool
- Indisch: jawans
- Schwedisch: mannaklöver